# لورين ساوثرن
لورين شيري ساوثرن (بالإنجليزية: Lauren Cherie Southern) (مواليد 15 يونيو 1995)، هي ناشطة سياسية من اليمين المتطرف ومخرجة أفلام وثائقية وتعد من مشاهير الإنترنت. ووصفت لورين بأنها من اليمين البديل، رغم أنها نفت ذلك. في 2015 رشحت لورين نفسها في الانتخابات الفيدرالية الكندية 2015 كعضو في الحزب الليبرتارين الكندي. وعملت في موقع The Rebel Media حتى مارس 2017. كما كتبت لعدة جرائد. تعمل حالياً بشكل مستقل وترفع فيديوهات على يوتيوب.

## روابط خارجية
- لورين ساوثرن على موقع IMDb (الإنجليزية)